# Barringtonia payensiana
Barringtonia payensiana är en tvåhjärtbladig växtart som beskrevs av Timothy Charles Whitmore. Barringtonia payensiana ingår i släktet Barringtonia och familjen Lecythidaceae. IUCN kategoriserar arten globalt som sårbar. Inga underarter finns listade i Catalogue of Life.